# Il cuore nero di Paris Trout
Il cuore nero di Paris Trout (Paris Trout) è un romanzo dello scrittore statunitense   Pete Dexter, pubblicato nel 1988.
Al libro è stato assegnato il National Book Award per la narrativa 1988.

## Trama
Nella piccola cittadina di Cotton Point, dove vivono bianchi e neri, abita un rispettabile commerciante di nome Paris Trout. Egli è bianco e conduce una vita benestante insieme alla moglie Hanna e agli occhi di tutti appare come una persona di tutto rispetto ma, per difendere quelli che ritiene i suoi diritti, va a casa di un uomo nero per ucciderlo, ma non trovandolo, spara senza scrupoli a una ragazzina nera di nome Rosie Sayers che la madre del ragazzo ha accolto in casa.
Gli abitanti della città rimangono scossi da questo omicidio e, con enormi sensi di colpa, iniziano a interrogarsi intimamente per scoprire nel proprio cuore nero.
Ad essere spaventata e ferita più di tutti è la moglie Hanna che ha sempre creduto e servito fedelmente il marito e che ora osserva attonita la degenerazione di quell'uomo che le era vissuto accanto e che lei, in fondo, non conosceva affatto.

Paris Trout dovrà subire un processo ed essere giudicato per il suo crimine e tutti, dal giudice, all'avvocato, alla giuria, agli occhi di ogni abitante di una qualunque città del Sud degli Stati Uniti, scopriranno che il mondo di Trout, come quello di molti di loro, è un mondo fatto di violenza, di sopraffazioni e di illegalità e che sembra essere l'unico mondo che esista veramente. Trovato colpevole, ma al tempo stesso lasciato libero, in quanto bianco, si trova disperatamente solo dato che nessuno dei suoi, ormai, ex amici vuole più avere a che fare con lui. Ridotto alla disperazione uccide l'amante della moglie e poi si suicida.
Nel cimitero cittadino viene innalzata una lapide per l'uomo ucciso da Trout, ma per questi viene semplicemente scavata una buca e viene seppellito senza lapide.

## Opere derivate
Da questo romanzo è stato tratto nel 1991 il film televisivo Il cuore nero di Paris Trout, regia di Stephen Gyllenhaal; con Dennis Hopper, Gary Bullock, Ed Harris; musiche di David Shire.

## Edizioni
- Pete Dexter, Il cuore nero di Paris Trout, traduzione di Stefano Negrini, collana Il Giallo Mondadori, Mondadori, 1997,  p. 308, ISBN 88-06-17528-9.